# ARPU
ARPU (англ. Average revenue per user, средняя выручка на одного пользователя) — показатель, используемый телекоммуникационными компаниями (в том числе интернет-провайдерами, IT-компаниями и другими компаниями, предоставляющими онлайн-сервисы) и означающий средний доход (обычно за месяц) в расчёте на одного абонента. Является одним из показателей, характеризующих успешность бизнеса компании.

## Формула расчёта
Цена средней выручки за период в расчёте за одного пользователя рассчитывается по следующей формуле:
{\displaystyle ARPU={\frac {\text{Доход}}{\text{Число пользователей}}}}

## Пример расчёта
Допустим, за неделю компания получила доход в $ 1000. При этом общее количество пользователей за рассматриваемый период составило 5000. Показатель ARPU будет рассчитываться следующим образом:
- Средняя выручка на одного пользователя = $1000 ÷ 5000 = $0,2

Также в этой области часто употребляются следующие производные понятия:
- ARPPU (Average Revenue Per Paying User) — средняя выручка с одного платящего пользователя.
- ARPA (Average Revenue per Account) — средняя выручка с одного аккаунта (например, сим-карты).

В ряде отраслей, например в мобильном маркетинге применяются сходные понятия:
- DAU (Daily Active Users) — количество уникальных пользователей, зашедших в приложение хотя бы раз в течение суток.
- MAU (Monthly Active Users) — число уникальных пользователей, зашедших в приложение хотя бы раз на протяжении месяца.
- RGU (Revenue Generating Unit) — средняя выручка одного подключения.